# Typologie rythmique des langues
Pour les articles homonymes, voir Rythme (homonymie) et Rythmique.
La typologie rythmique est une branche de la typologie linguistique qui traite de la classification des langues selon leur rythme, c'est-à-dire l'ensemble des qualités rythmiques de la parole, en particulier la distribution des syllabes au cours du temps.
En effet, dans toutes les langues, l'émission de la parole est fondée sur une succession d'unités sonores ; certaines d'entre elles jouent un rôle privilégié en donnant naissance par leur répétition au rythme des phrases. De façon simplifiée, on peut dire qu'il existe trois modes connus d'affectation des unités de temps (ou battements) aux mots : sur l’accent tonique, la syllabe ou la more.

## Types de langues par rythmes
La distinction la plus couramment opérée sépare deux ou trois types fondamentaux.
- Dans une langue accentuelle, les syllabes peuvent avoir des durées différentes, mais le temps compris entre deux syllabes accentuées est approximativement constant. L'anglais, l'allemand, le néerlandais, le russe ou le portugais sont des exemples typiques de langues accentuelles. Lors d'une élocution rapide, une langue accentuelle raccourcit, assourdit, ou même supprime des voyelles afin d'émettre un nombre plus grand de syllabes entre deux accents toniques, sans changer beaucoup son rythme de base.

- Dans une langue syllabique, la prononciation de chaque syllabe prend approximativement le même temps, si bien que la durée effective de chacune d'elles dépend de la situation. Le français, l'espagnol, le turc, le finnois, le cantonais ou le latin vulgaire sont des exemples de langues syllabiques. Lors d'une élocution rapide, une langue syllabique emploie un rythme plus rapide afin d'émettre un nombre plus grand de syllabes par seconde.

- On parle de langue morique pour un sous-ensemble de langues dont le rythme est comparable à celui des langues syllabiques, mais dont l'unité rythmique de base est la more plutôt que la syllabe. Le japonais, le gilbertin ou le latin classique en sont des exemples

## Historique
La typologie moderne des langues selon leur rythme a été proposée par Kenneth Pike en 1945. Cependant, certains travaux sur le rythme des langues sont bien antérieurs à cette date : déjà dans son traité Prosodia Rationalis (1779), le linguiste Joshua Steele énonçait l'idée que les accents tombent à intervalles réguliers en anglais. Lloyd James (1940) proposait une classification similaire entre les langues à rythme de mitrailleuse et les rythmes morse. 
À la fin des années 1960, David Abercrombie appuie la théorie de Pike et renforce l'idée d'une classification dichotomique entre langues accentuelles et langues syllabiques. Il introduit le concept d'isochronie : l'existence d'intervalles réguliers pour chaque langue, à savoir les intervalles entre accents toniques pour les langues accentuelles et entre syllabes pour langues syllabiques. La catégorie des langues moriques a été introduit ultérieurement.
D'un point de vue purement physique (acoustique), l'hypothèse d'isochronie, selon laquelle des unités rythmiques d'une langue (accents ou syllabes) se succèdent à un rythme approximativement constant, ne s'est pas vérifiée expérimentalement. Roach (1982) a été l'un des premiers a réfuter la théorie d'isochronie. Par la suite (Bertinetto 1977, Dauer 1983) ont expliqué la différence de perception par un ensemble de différences phonologiques entre langues accentuelles et langues syllabiques, en parlant de continuum, plutôt qu'une distinction claire entre ces deux familles. En 1999, Franck Ramus montre qu'une mesure des variations temporelles des intervalles vocaliques et consonantiques permet de dissocier les langues syllabiques et langues accentuelles.

## Nature de la distinction
Après que la théorie de l'isochronie eut été réfutée, les linguistes ont expliqué la différence de perception par un ensemble de différences phonologiques, comme la présence de voyelles réduites ou la complexité des structures syllabiques.
Psychologiquement, la différence a été interprétée comme provenant de deux formes de perception différentes du rythme.  Quand nous entendons un rythme rapide, typiquement plus rapide que 330 millisecondes (ms) par battement[réf. nécessaire], nous le percevons comme un tout. Nous pouvons imiter le son d'une mitrailleuse, mais nous pouvons difficilement en compter les coups. En revanche, lorsque nous entendons un rythme lent, typiquement plus lent que 450 ms par battement[réf. nécessaire], nous percevons chaque battement séparément. Nous pouvons facilement contrôler la vitesse d'un rythme lent battement par battement, comme un battement de mains. Si une langue possède une structure syllabique simple, la différence entre la syllabe la plus simple et la syllabe la plus complexe dans cette langue n'est pas très grande, et il est possible d'énoncer n'importe quelle syllabe en moins de 330 ms. Ainsi nous pouvons utiliser le rythme syllabique rapide. Si une langue possède des syllabes complexes comme celles contenant de nombreux groupes de consonnes, la différence entre syllabes peut être très grande, comme entre  a et strengths en anglais. Dans ce cas, nous devons utiliser le rythme accentuel lent.

## Variations
Une telle classification doit cependant être relativisée, la langue parlée étant moins stable que la langue écrite ; ainsi, la façon dont les phrases sont rythmées peut évoluer avec le temps, ou varier d'une région à une autre. Par exemple, le portugais européen est plus caractéristique d'une langue accentuelle que la norme brésilienne[réf. nécessaire]. Cette dernière a mélangé[Quoi ?] et varie en fonction du débit de la parole, du sexe de l'interlocuteur et du dialecte. En parole rapide, le portugais brésilien est plus proche d'une langue accentuelle qu'en élocution lente, plus proche d'une langue syllabique. Les accents ruraux, du sud de Rio Grande do Sul et du Nord-Est (en particulier à Bahia) sont considérés comme plus proches d'une langue syllabique que les autres, tandis que les dialectes du sud-est, comme le Mineiro dans le centre de Minas Gerais, à São Paulo, sur la côte nord et dans les régions orientales de São Paulo et Fluminense (pt), le long de Rio de Janeiro, à Espirito Santo et à l'est du Minas Gerais et du District fédéral, sont le plus souvent des langues accentuelles. En outre, les locuteurs masculins en portugais brésilien parlent plus vite que les locutrices et d'une manière plus proche d'une langue accentuelle.